# Centrale hydroélectrique de Presenzano
La centrale hydroélectrique de Presenzano est une centrale hydroélectrique de pompage italienne, sur le territoire de la commune de Presenzano, dans la Province de Caserte en Campanie.
La centrale turbine, pendant les heures de pointe, les eaux de son réservoir supérieur de Cesima, et pompe, pendant les heures creuses, les eaux du réservoir inférieur à Presenzano, pour les stocker dans le réservoir supérieur. Avec une puissance de 1 000 MW, l'usine forme le 3e plus puissant ensemble hydroélectrique italien (après la centrale d'Entracque et la centrale de Roncovalgrande), correspondant à 5,5 % de la puissance du parc hydraulique italien. Elle appartient à ENEL.

## Historique
La construction a commencé en 1979 et s'est terminée en 1990 ; les groupes ont été mis en service en 1991. En 2004, la centrale a été rebaptisée Domenico Cimarosa, du nom du célèbre compositeur né en 1749 à Aversa dans la province de Caserte.

## Caractéristiques techniques des barrages
Le réservoir inférieur est situé à Presenzano dans la vallée du Volturno.
Le réservoir supérieur (dit bassin de Cesima), retenu par un barrage en remblai, est situé à une altitude de 643 m dans la municipalité de Sesto Campano dans la Province d'Isernia. Il a une réserve utile de 6 millions de m³.

## Conduite forcée
Plusieurs tunnels et conduites relient les réservoirs supérieur et inférieur.
La différence d'altitude entre les deux réservoirs offre une hauteur de chute de 495 m. Le débit de turbinage est de 250,56 m3/s.

## Centrale électrique
Dans la centrale, chacun des 4 turbines Francis réversibles a une puissance de 250 MW pour la production d'électricité et 257 MW pour le pompage.

## Transfert d'énergie par pompage
Lorsque la demande d'électricité est faible et son prix bas, la centrale pompe de l'eau du réservoir inférieur pour remplir le réservoir supérieur. Pendant les heures de forte demande, cette eau du bassin de Cesima, devenue de l'énergie stockée, est renvoyée par les mêmes tunnels et conduites à la centrale pour être turbinées par les 4 turbines Francis. Après son utilisation pour la production, cette eau est reversée dans le réservoir inférieur.
Des ressources en eau additionnelles sont par ailleurs apportées par une dérivation sur un affluent Volturno. Ce processus se répète ad libitum et permet à la centrale de servir de centrale de pointe. Cette utilisation de la faculté de stockage des réservoirs hydrauliques est précieuse pour compenser les variations de la demande d'électricité et les aléas divers de la production (pannes, fluctuations du vent et de l'ensoleillement, etc).

## Source de la traduction
- (en) Cet article est partiellement ou en totalité issu de l’article de Wikipédia en anglais intitulé « Presenzano Hydroelectric Plant » (voir la liste des auteurs).